# Rana chalconota
Rana chalconota é uma espécie de anfíbio da família Ranidae.
É endémica da Indonésia.
Os seus habitats naturais são: florestas subtropicais ou tropicais húmidas de baixa altitude, rios, rios intermitentes, marismas de água doce, marismas intermitentes de água doce, plantações, jardins rurais, terras irrigadas e áreas agrícolas temporariamente alagadas.